# Газифікація Львова
Газифікація Львова розпочалась у середині ХІХ ст., що відповідало європейській і світовій практиці. Хоча перша газовня була відкрита ще 2 березня 1810 у Лондоні. На будівництво європейських газовень мала найбільший вплив лондонська Imperial Continental Gas Association (1824).

## Історія

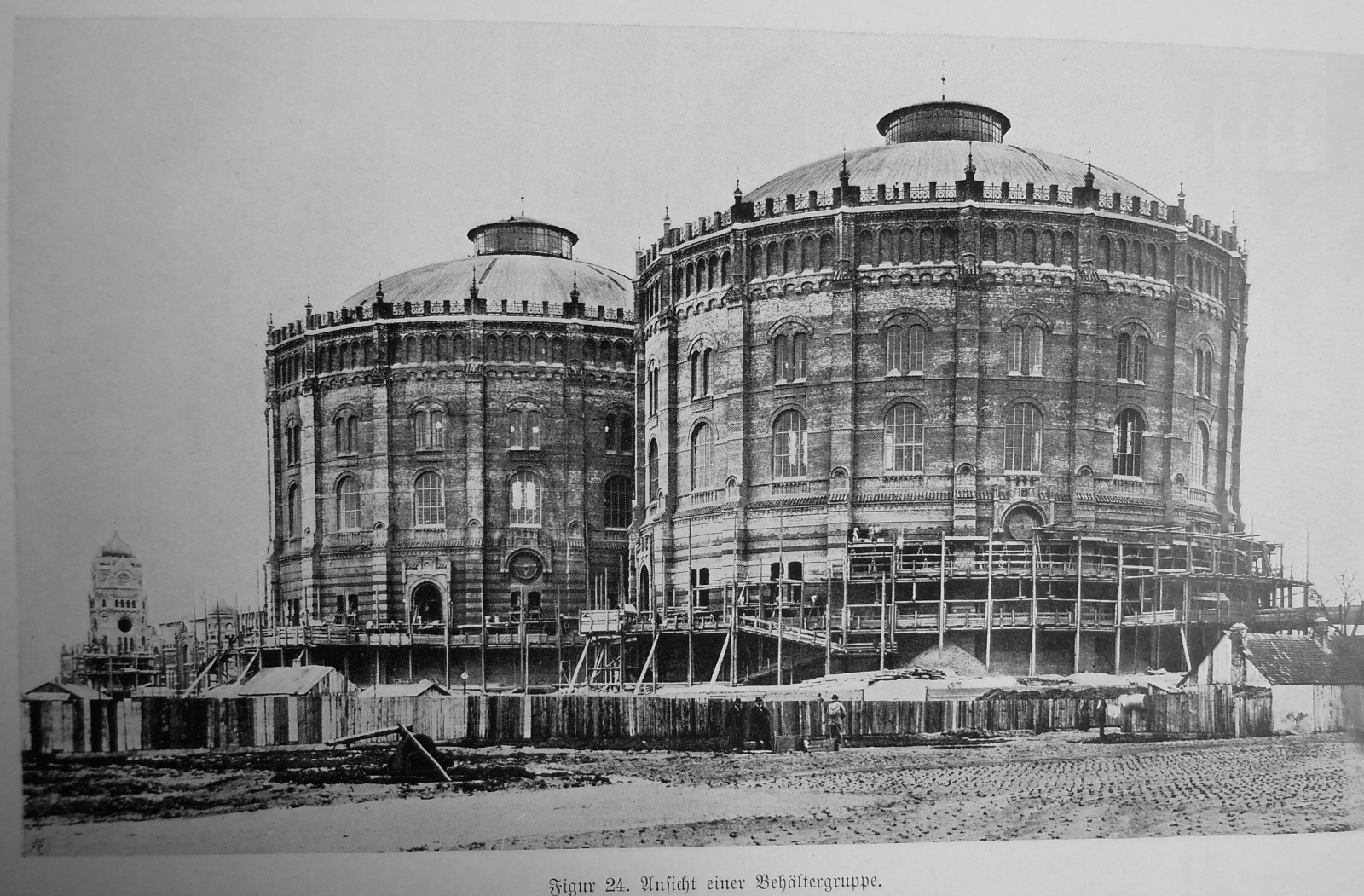
Найбільші в Європі газгольдери газовні Відня, заснованої 1839 року. 1901

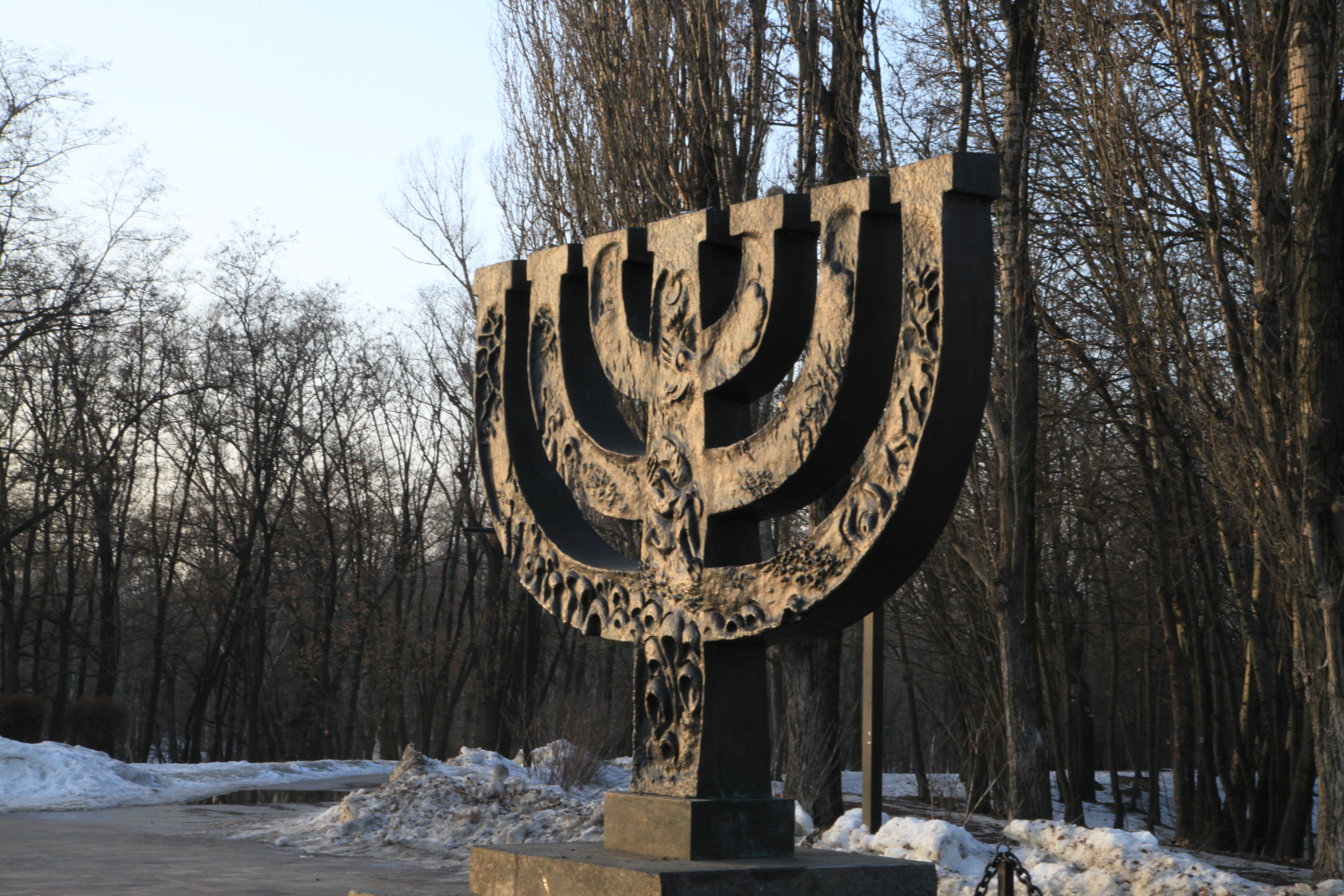
Газовий ліхтар на площі Ринок з драбиною ліхтарника. Бл. 1900

Для освітлення вулиць почали використовувати світильний газ, який отримували шляхом газифікації вугілля на основі винаходу Карла Вільгельма Сіменса (1850). У Львові місто уклало угоду з німецьким континентальним товариством саксонського міста Дессау про будівництво газовні, отриманим газом з якої мали освітлювати міські вулиці (1856). Газовню збудували на колишньому торговищі худобою і відкрили 1 вересня 1858 - першою на теренах України, а вугілля для неї привозили з Пруссії. Місто освітило перші 71 ліхтарів. Згідно з угодою після 25 років місто могло викупити її за ціною 16-кратної ренти, чи отримати безкоштовно ще через 15 років. Побічними продуктами виробництва газу були аміак, кокс, нашатирний спирт, смоли.
Для освітлення вулиць 815 ліхтарями було прокладено 40 км чавунних газогонів. Крім того газом освітлювали урядові і громадські будівлі, приватні помешкання. З застосуванням сіточок Ауера, що виконували роль ниток розжарення, зросла сила освітлення і зменшилась витрата газу (1894). На 1898 газовня перейшла у володіння міста, яке провело її модернізацію, збільшило обсяги отримуваного газу, число вуличних ліхтарів. На початку ХХ ст. розпочалось поширення електричного освітлення, що, здавалось, поставило під питання використання близько 2000 ліхтарів міста. Але газові ліхтарі на площі Ринок працювали до 1950-х років.
Біля Дашави 1914 відкрили родовище природного газу, розробляти яке розпочали після завершення війни (1921). Перспективні ділянки купило АТ "Газоліна", розпочавши буріння свердловин.  АТ "Міжміські газогони" (пол. Międzymiastowe Gazociągi) інженера Владислава Шайнока (пол. Władysław Szaynok) почало будувати газогони з Дашави до Стрия (1921), Дрогобича (1924). Після об'єднання 1926 двох товариств було збудовано 68-км газогін до Львова (1929). Газ підвели до газовні і по старих газогонах по місту, розпочавши широко використовувати у житлових будинках, для чого розпочався продаж побутової техніки - газових плит, водогрійних колонок. Після початку Другої світової війни АТ "Газоліна" націоналізували, а для управління газівнею створили 1940 "Львівгаз". У ході війни було пошкоджено магістральні газогони, але газівню німці перетворили на АТ і встановили два компресори "Demag", конструкцію яких скопіювали для виробництва в СРСР.
В СРСР Газовий завод реорганізували 22 липня 1947 у трест "Львівгаз", до якого увійшли Львівський газовий завод, завод з виготовлення газової апаратури та інші. У наступні роки газ було проведено до помешкань, переведено пічне опалення на газ.